# Bahnhof Neu Isenburg
Der Bahnhof Neu Isenburg bzw. Neu-Isenburg ist ein Bahnhof in Hessen. Er wurde am 1. November 1852 in Betrieb genommen und wird heute von der S-Bahn Rhein-Main und Regionalzügen der DB Regio bedient. Vom 29. Mai 1961 bis zum 25. Oktober 2014 besaß er als einziger hessischer Bahnhof ein Verladeterminal für Autoreisezüge (AZ).

## Lage
Der Bahnhof befindet sich am westlichen Rand von Neu-Isenburg am Ende der Bahnhofstraße – circa drei Kilometer vom Stadtzentrum entfernt. Er liegt an der Bahnstrecke Frankfurt am Main–Heidelberg (Main-Neckar-Bahn). 
An der Ostseite des Bahnhofs befindet sich ein Taxistand, es gibt eine Fahrradabstellanlage und eine öffentliche Toilettenanlage. An der Westseite wurde ein Park+Ride-Parkplatz angelegt. Auf beiden Seiten gibt es Bushaltestellen, die von Buslinien des Stadt- und des Regionalverkehrs angedient werden.
Außerdem werden im Bahnhofsgebäude ein Café und eine Vertriebsstelle des Rhein-Main-Verkehrsverbunds betrieben. Dort werden Fahrkarten, auch für den Fernverkehr, am Schalter verkauft.

## Geschichte

Bahnhof Isenburg um 1900

### Entstehung
Als die Main-Neckar-Bahn am 1. August 1846 in Betrieb ging, gab es den Halt Neu Isenburg noch nicht. Um von der Eisenbahn zu profitieren, reichten Neu-Isenburger Bürger, unter anderem der Gastwirt Friedrich Engel und der ortsansässige Schneider Wittich, mehrfach Eingaben beim Großherzoglich-Hessischen Ministerium der Finanzen in Darmstadt ein, dem damals für Eisenbahnen zuständigen Ministerium der Regierung des Großherzogtums Hessen. Diese Eingaben wurden zunächst abgelehnt. Erst 1852 wurde dem Begehren stattgegeben und am 1. November 1852 der Bahnhof Isenburg für den Personenverkehr eröffnet. Anfänglich nutzten nur Wenige die neue Bahnstation. In einer Statistik von 1852/1853 wurde vermerkt, dass „107 Gulden und 15 Kreuzer für den Transport von Personen, Tieren und Gepäck vereinnahmt“ worden waren.
Zunächst bestand der Bahnhof nur aus einem Bahnwärterhäuschen, das im Zuge der Verlegung des zweiten Gleises im Herbst 1861 durch ein Bahnhofsgebäude ersetzt wurde. Ein Jahr später wurde der Bahnhof mit einem Telegraphen ausgestattet.

### Erweiterung
1873 nahm der Bahnhof auch den Güterverkehr auf. Zugleich wurde er umfangreich ausgebaut und erhielt einen eigenen Güterbahnhof, um den des Main-Neckar-Bahnhofs in Frankfurt, der räumlich begrenzt und dort kaum zu erweitern war, zu entlasten. Ebenfalls 1873 wurden zwei Rangiergleise und ein Anschlussgleis zur im gleichen Jahr erbauten Ziegelei der Philipp Holzmann & Cie. KG in Betrieb genommen, was der Stadt wirtschaftlichen Aufschwung bescherte. Alle dazu erforderlichen Weichen mussten zunächst vor Ort von Hand bedient werden. 1882 wurde der Bahnhof mit einem Zentralstellwerk ausgestattet.

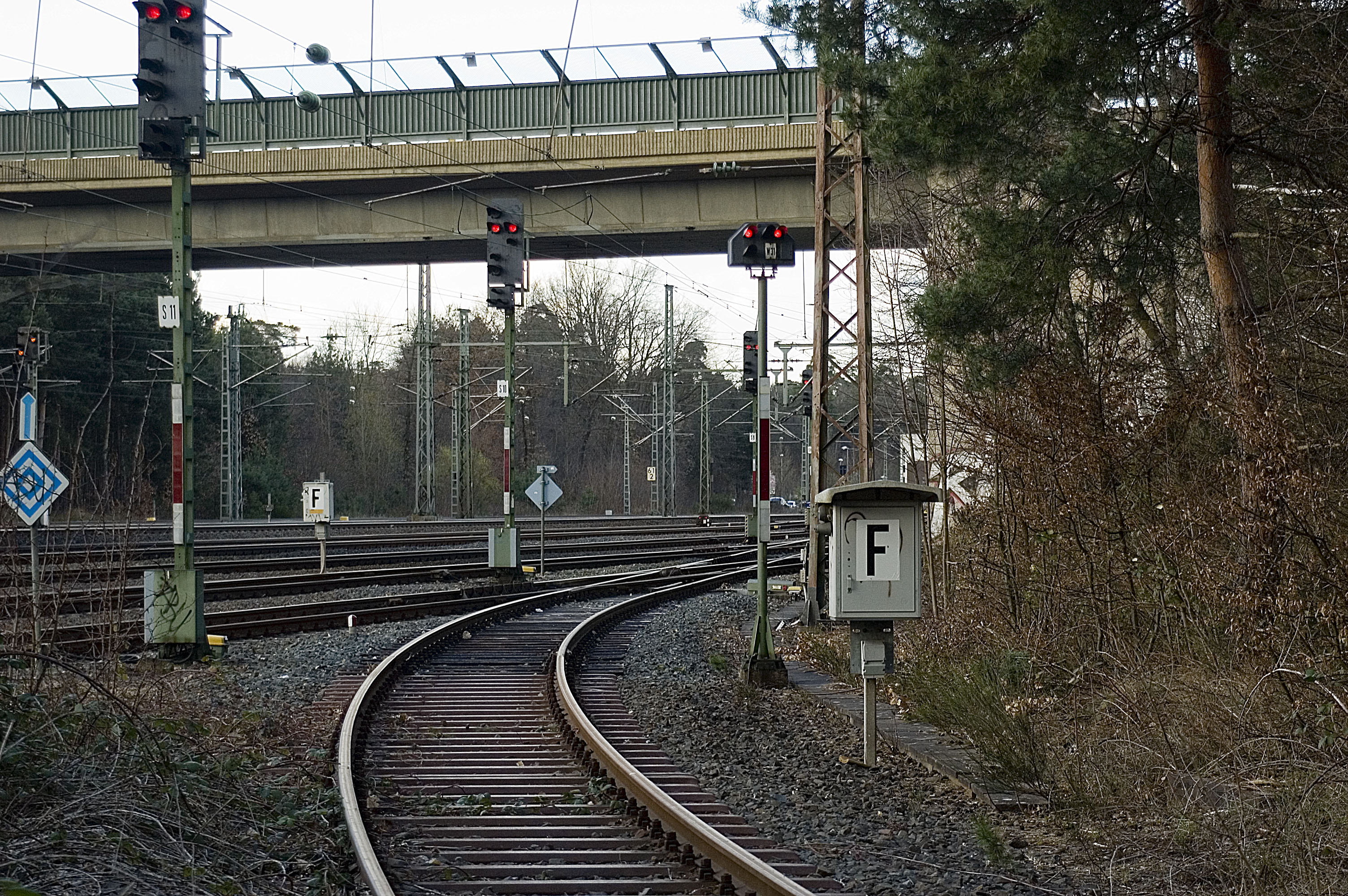
Abzweig zum Güterbahnhof

Im Jahr 1894 erhielt der Bahnhof seine erste elektrische Beleuchtung. 1900 wurde der Betrieb des nördlichen Rangiergleises aufgrund der in der Zwischenzeit entstandenen Güterbahnhöfe auf der Strecke bis Darmstadt wieder eingestellt. Die Beförderungsleistung des Bahnhofs war bis dahin bereits auf 100.000 Personen und 45.000 Tonnen Fracht pro Jahr angewachsen.

1903 wurde eine Stichstrecke vom Bahnhof Neu Isenburg zur Stadt Neu-Isenburg in Betrieb genommen, die aber nur dem Güterverkehr diente. Folge davon war auch, dass der Eil- und Stückgutverkehr zum Bahnhof Isenburg (heute: Neu Isenburg) eingestellt und nun im Bahnhof Neu Isenburg (später: Neu Isenburg Stadt) abgewickelt wurde. Die Stichstrecke wurde seit Ende 2003 nicht mehr bedient und 2006 stillgelegt. 
1904 wurde ein zweites Stellwerk mit der Bezeichnung If in Betrieb genommen. Zum 1. Oktober 1907 wurde der Bahnhof zusammen mit der Stichstrecke nach Neu-Isenburg Stadt aus der Zuständigkeit der Eisenbahndirektion Mainz an die Direktion Frankfurt abgegeben.

### Zwischenkriegszeit
Im Zuge der Ruhrgebietsbesetzung durch französische Truppen 1923 wurde der Bahnhof Neu-Isenburg requiriert und durfte von Deutschen nicht mehr betreten werden. Da viele Isenburger auf den Bahnanschluss angewiesen waren, wurde auf der nur rund 400 Meter vom Bahnhof entfernten, nicht-besetzten Gemarkung der Stadt Frankfurt von ortsansässigen Eisenbahnern ein Notbahnhof eingerichtet. Er bestand lediglich aus einer Holzhütte zum Verkauf von Fahrkarten und einem Bohlenübergang, der ein halbwegs sicheres Aus- und Einsteigen gewährleistete. Das Provisorium endete erst mit dem Abzug der französischen Truppen im September 1924.
Während des Zweiten Weltkrieges war die Stadt Neu-Isenburg und ihr Bahnhof wiederholt schweren Luftangriffen ausgesetzt, bei denen – im Gegensatz zu anderen Bahnhöfen im Umkreis – das Empfangsgebäude unversehrt blieb und nur Teile der Gleisanlagen beschädigt, aber nach Kriegsende zügig repariert wurden.

### Deutsche Bundesbahn
Anfang der 1960er Jahre entschloss sich die Deutsche Bundesbahn, das Rhein-Main-Gebiet an das internationale Autoreisezugnetz anzuschließen. Dafür wählte sie den Bahnhof Neu-Isenburg. Am 29. Mai 1961 hielt hier der erste Autoreisezug. Der Bahnhof wurde dadurch international bekannt. 1968 erhielt die Autoverladeanlage ein zweites Gleis.
Am 14. April 1969 wurden die Stellwerke Isb und If in einem neuen Stellwerk If zusammengefasst, das auch die Aufgaben der Stellwerke Bf und Bn in Dreieich-Buchschlag übernahm. Es handelt sich um ein elektrisches Stellwerk vom Typ Sp Dr S 60 (Spurplan-Drucktasten Siemens 1960). Die Anlage ist bis heute in Betrieb.
1983 wurde im Bahnhof Neu-Isenburg der Rangierbetrieb eingestellt.

### Deutsche Bahn
Nachdem westlich der bisherigen Strecke zwei neue Gleise gebaut worden waren, dient seit 1997 der Bahnhof als Haltepunkt für den S-Bahn-Verkehr. Dafür wurde der alte Zwischenbahnsteig abgerissen und an den neuen Gleisen ein Mittelbahnsteig angelegt.

### Unfälle
1882 entzündete sich durch die Laterne eines vorbeilaufenden Arbeiters Etherdunst, der aus einem abgestellten, mit Ether gefüllten Wagen ausströmte. Der Wagen und ein in der Nähe stehender, mit Baumwolle beladener Wagen wurden zerstört.
Im Jahr 1892 entgleisten zwei Güterwagen und zerrissen sämtliche Telegraphenleitungen, die Frankfurt und Darmstadt miteinander verbanden.
In den letzten Kriegstagen 1945 verließ der diensthabende Fahrdienstleiter in Erwartung eines Fliegerangriffs das Stellwerk, um in den Luftschutzkeller zu gehen. Vorher gab er das Einfahrtssignal für einen Zug aus Frankfurt auf Gleis 3 frei, ohne daran zu denken, dass dieses Gleis noch durch einen Personenzug belegt war. Der Zusammenprall der Züge forderte fast 40 Tote.
Im Oktober 1958 erfasste ein Eilzug zwei PKW, die auf dem damals noch bestehenden Bahnübergang standen.
1979 entgleiste aus ungeklärter Ursache ein Personenzug. Es gab keine Verletzten, allerdings entstand ein Sachschaden von 150.000 DM.
Der bislang letzte Unfall ereignete sich am 25. März 2008. Beim Zusammenkoppeln fuhren zwei Autotransportwagen zu schnell auf die wartenden Personenwagen auf. Vierzehn Menschen wurden verletzt.

## Bedienung

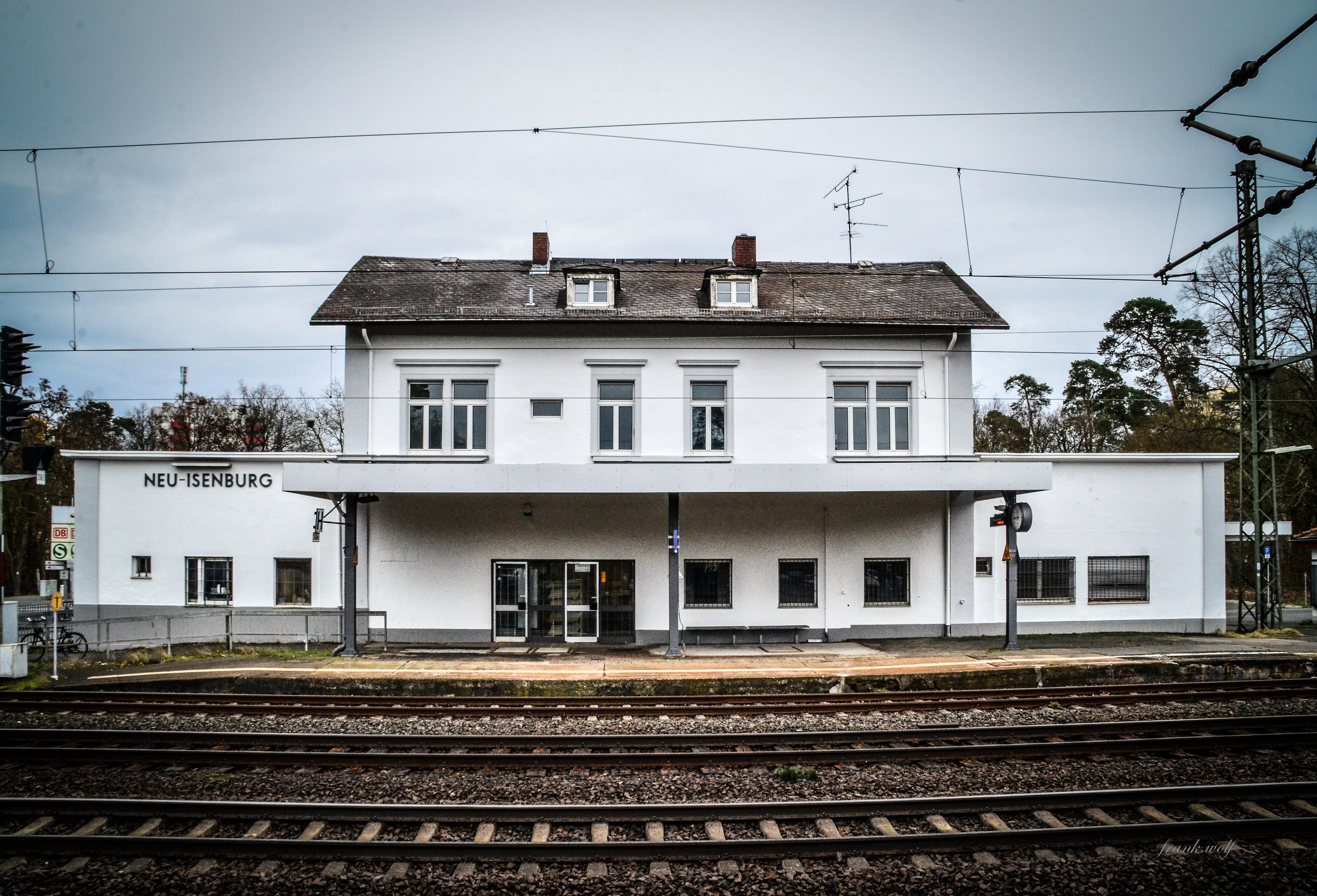
Empfangsgebäude (Gleisseite)

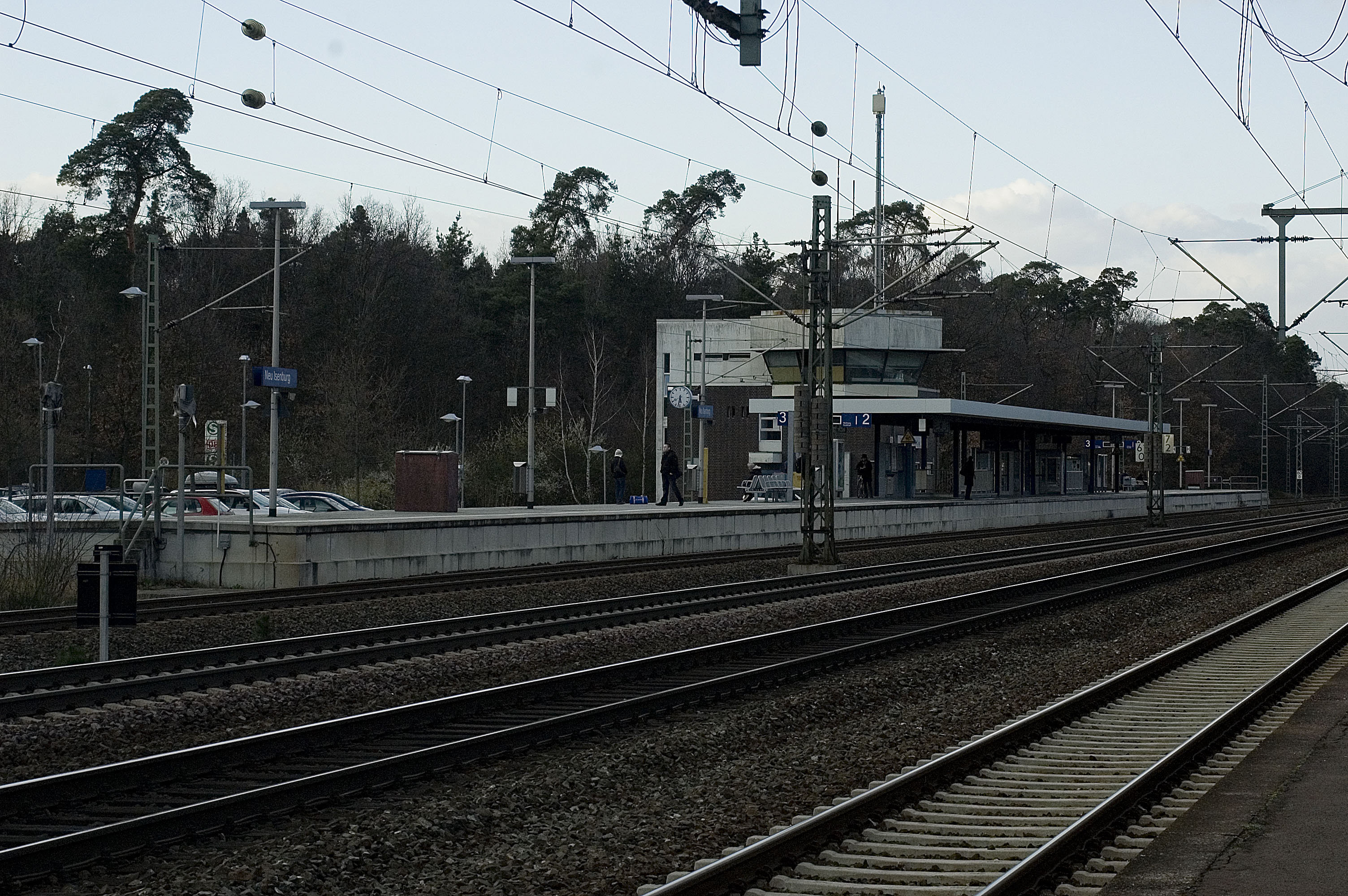
S-Bahnsteig mit den Gleisen 2 und 3

### Regionalverkehr
Der Bahnhof wird von der S-Bahn Rhein-Main und Zügen der Regionalbahn (RB) 61 bedient.
Die S-Bahn-Linie S6 bedient den Bahnhof im 15-Minuten-Takt, sonntags im Halbstundentakt. Bis Dezember 2024 verkehrten die Linien S3 und S4 jeweils im Halbstundentakt.
Die Züge der RB 61 verkehren stündlich zwischen Frankfurt Hauptbahnhof und Dieburg, bis 2016 hielt diese Linie nur morgens und am Nachmittag am Neu-Isenburger Bahnhof. Außerdem wurden seit September 2016 die montags bis freitags stündlich verkehrenden und bis dahin in Dreieich-Buchschlag endenden Züge der Dreieichbahn bis Neu-Isenburg verlängert.
| Linie                    | Verlauf | Takt | Betreiber      |
| ------------------------ | --- | --- | -------------- |
| S6                       | (Friedberg (Hess) – Bruchenbrücken – Nieder-Wöllstadt – Okarben –) Groß Karben – Dortelweil – Bad Vilbel – Bad Vilbel Süd – Frankfurt-Berkersheim – Frankfurt-Frankfurter Berg – Frankfurt-Eschersheim – Frankfurt-Ginnheim – Frankfurt (Main) West – Frankfurt am Main Messe – Frankfurt (Main) Galluswarte – Frankfurt (Main) Hbf tief – Frankfurt (Main) Taunusanlage – Frankfurt (Main) Hauptwache – Frankfurt (Main) Konstablerwache – Frankfurt (Main) Ostendstraße – Frankfurt (Main) Lokalbahnhof – Frankfurt (Main) Süd – Frankfurt (Main) Stresemannallee – Frankfurt-Louisa – Neu-Isenburg – Dreieich-Buchschlag – Langen Flugsicherung – Langen (Hess) (– Egelsbach – Erzhausen – Darmstadt-Wixhausen – Darmstadt-Arheilgen – Darmstadt Hbf) | 15 min (Groß Karben–Langen montags–freitags, Bad Vilbel–Langen samstags, Bad Vilbel–Frankfurt Süd sonn-/feiertags) 30 min (Friedberg–Groß Karben montags–freitags, Friedberg–Bad Vilbel samstags, sonn-/feiertags und Langen–Darmstadt werktags, Frankfurt Süd–Darmstadt sonn-/feiertags) | DB Regio Mitte |
| RB 61                    | Dreieichbahn: (Frankfurt (Main) Hbf –) (Wochenende) Neu Isenburg – Dreieich-Buchschlag – Dreieich-Sprendlingen – Dreieich-Weibelfeld – Dreieich-Dreieichenhain – Dreieich-Götzenhain – Dreieich-Offenthal – Rödermark-Urberach – Rödermark Ober-Roden – Eppertshausen – Münster (b Dieburg) – Dieburg Stand: Fahrplanwechsel Dezember 2021 | 60 min | DB Regio Mitte |
| Stand: 15. Dezember 2024 | | |                |

### Autoreisezug

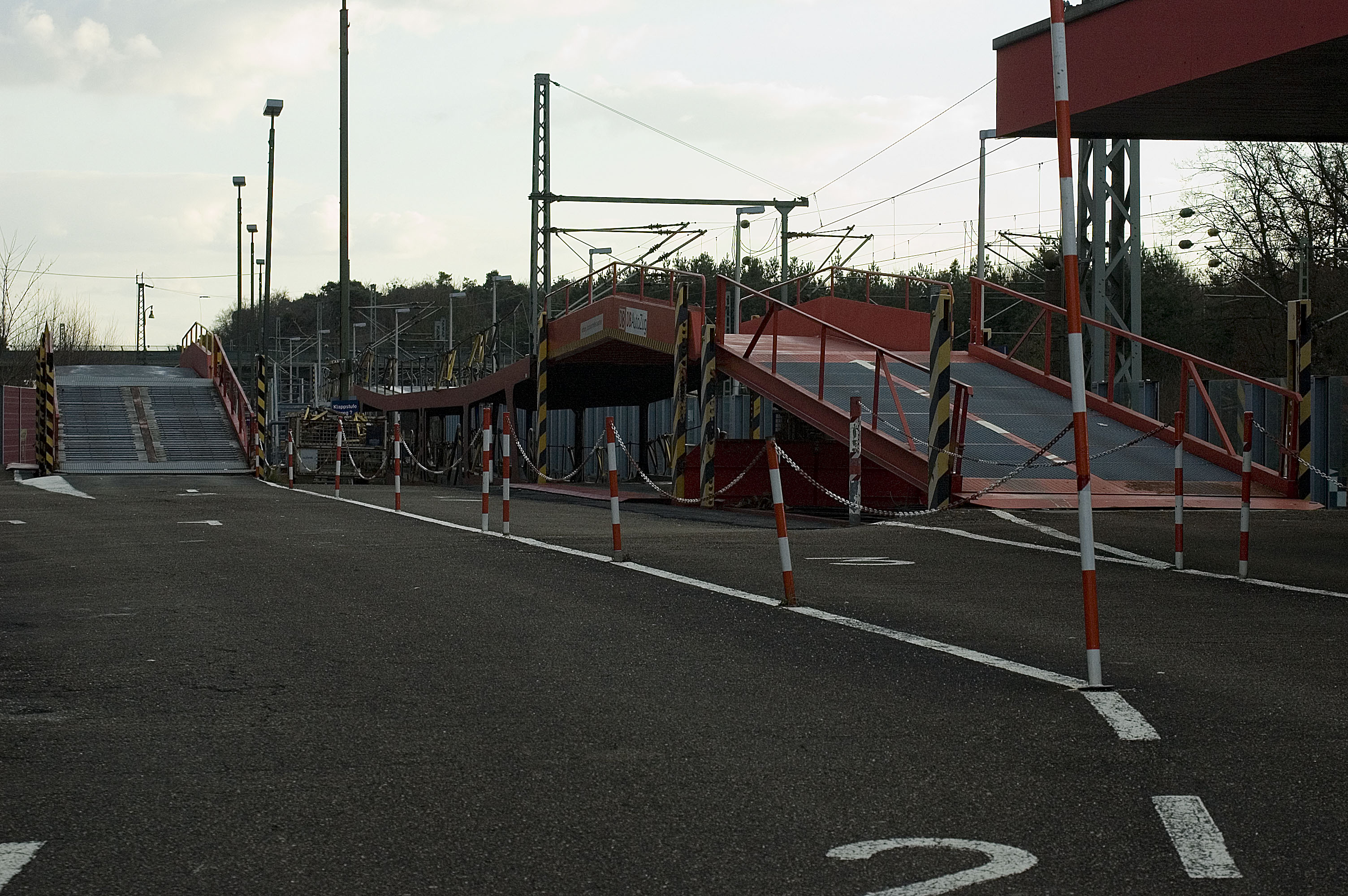
Verladerampe mit Wagen

Der Bahnhof verfügt über eine Verladerampe für Autoreisezüge. Während der Sommersaison wurden am Terminal rund 10.000 Fahrzeuge verladen. Über eine asphaltierte Rampe wurden die Fahrzeuge von den Passagieren selbst auf die zweistöckigen Autotransportwagen gefahren. Die Fahrer konnten dann über spezielle, am Gleis aufgestellte Plattformen die Waggons verlassen. In den ersten 25 Jahren des Autoreisezug-Terminals in Neu-Isenburg wurden so über 200.000 Fahrzeuge abgefertigt. Nach Ankunft des Zuges wurden die beladenen Waggons an den Zug angehängt und die Passagiere konnten in die Schlaf- und Liegewagen einsteigen. Züge verkehrten von Neu-Isenburg nach Narbonne in Frankreich, Alessandria und Verona in Italien sowie Villach in Österreich. Für die Wartezeiten stand den Reisenden ein verglaster Wartesaal an der Südseite des Bahnhofsgebäudes zur Verfügung.
Am 25. Oktober 2014 verkehrte zum letzten Mal ein Autoreisezug ab Neu-Isenburg (AZ 53371 nach Narbonne / AZ 73371 nach Alessandria); am 26. Oktober 2014 kam letztmals ein Autoreisezug in Neu-Isenburg an (AZ 53370 aus Narbonne / AZ 73370 aus Alessandria). Damit endete eine Ära.

### Öffentlicher Personennahverkehr

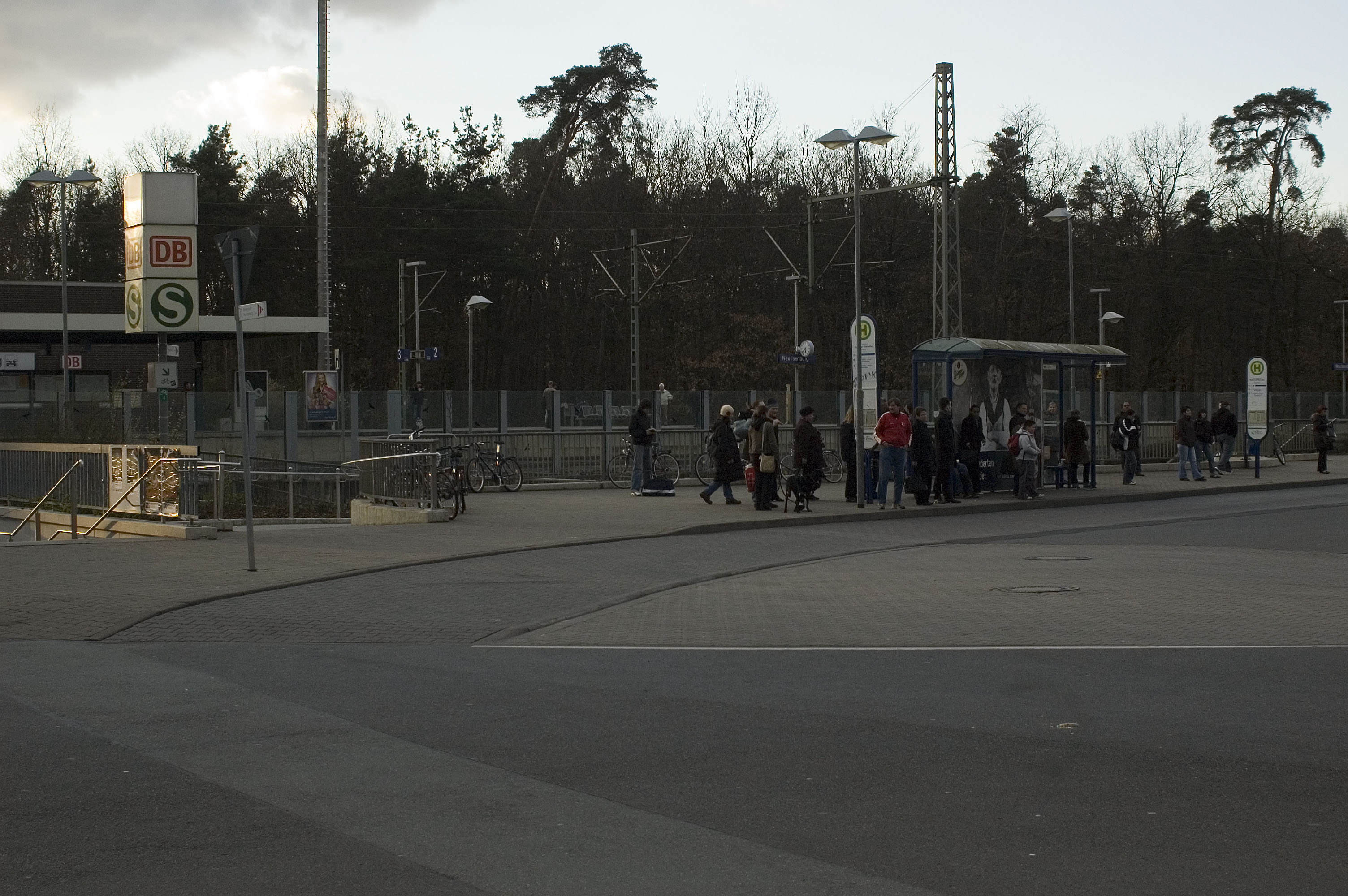
Bushaltestelle, Ostseite

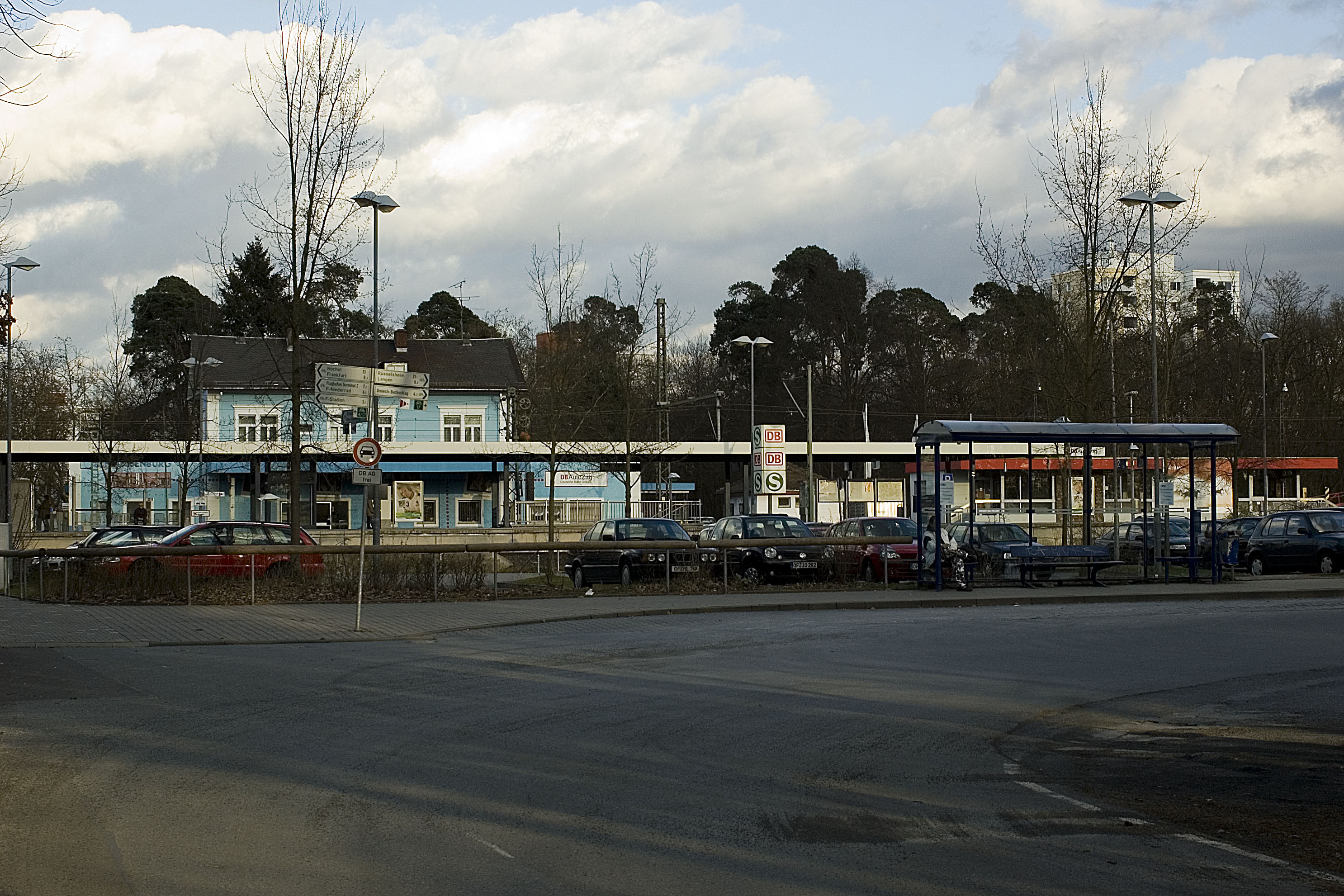
Bushaltestelle Westseite und Park+Ride-Parkplatz

Es existieren zwei Bushaltestellen, die von Verkehrsunternehmen im Rhein-Main-Verkehrsverbund (RMV) bedient werden. Die Bushaltestelle Bahnhof Westseite verbindet den Bahnhof Neu-Isenburg mit dem Terminal 1 des Frankfurter Flughafens (Linie X17 und X19), den Gewerbegebieten Ost und Süd (Linie X17 und OF-53), dem Bahnhof Obertshausen (Linie X19), Dietzenbach und Walldorf (Linie X18), Dreieich-Sprendlingen (Linie OF-67) und Zeppelinheim (Linie OF-52).

Von der Bushaltestelle Bahnhof Ostseite verkehren Busse nach Langen (Linie OF-91), Dreieich-Offenthal (Linie OF-92), und nach Gravenbruch. (Linie OF-51)

## Regionaltangente West

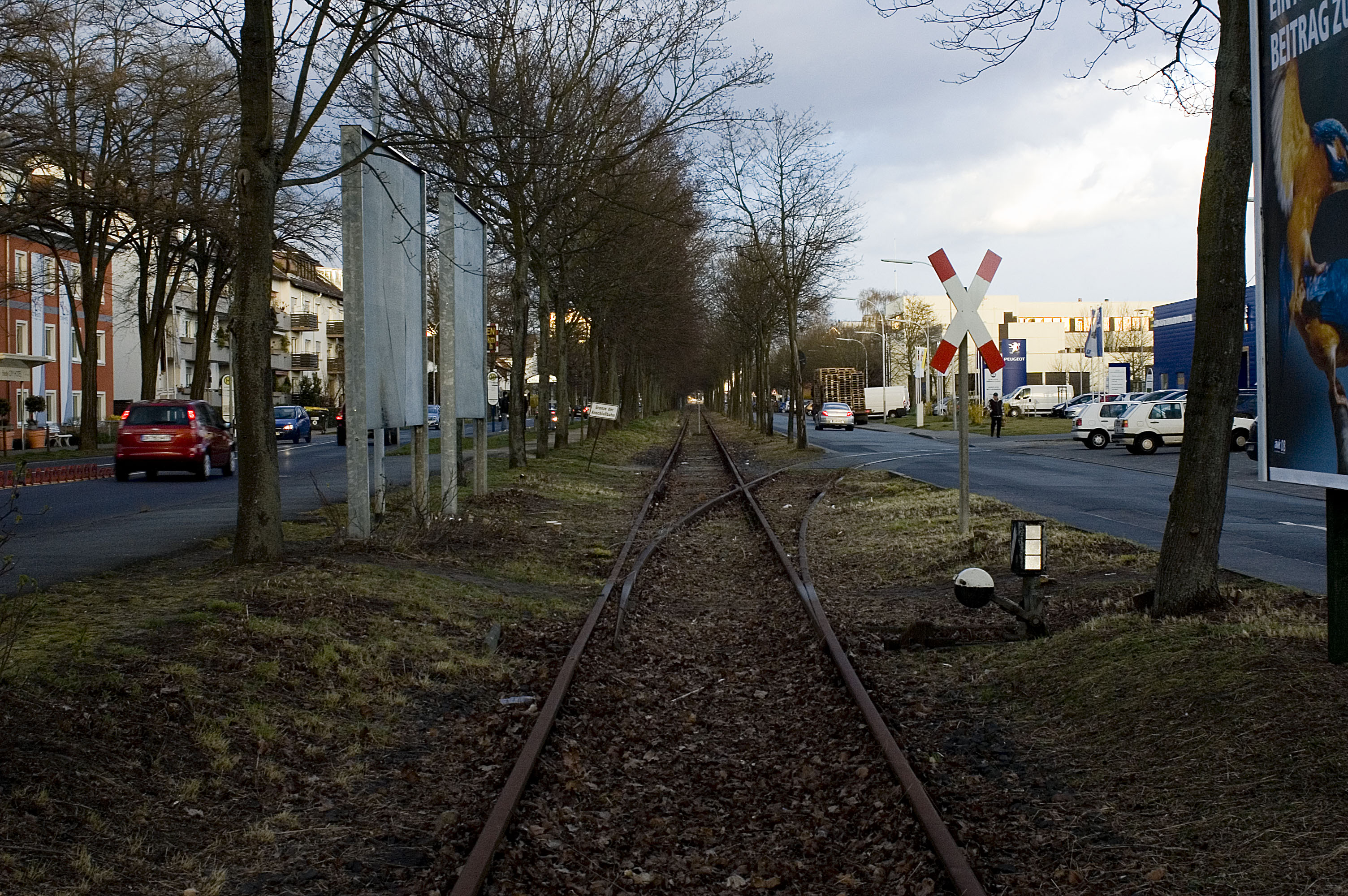
Ehemaliger Verlauf des Abzweigs in Neu-Isenburg

Die Regionaltangente West (RTW) ist ein in Bau befindliches Schienenverkehrsprojekt im Rhein-Main-Gebiet. Es soll die Städte des Hochtaunuskreises und des Main-Taunus-Kreises mit dem Flughafen Frankfurt und Neu-Isenburg verbinden.
Die Planungen sehen vor, dass der Bahnhof Neu-Isenburg sowie 4 weitere – noch zu bauende – Haltepunkte (Wilhelm-Leuschner-Str., Isenburg-Zentrum, Am Trieb und Birkengewann) auf Neu-Isenburger Stadtgebiet angeschlossen werden. Hierzu soll der bereits bestehende und vorläufig stillgelegte Abzweig nach Neu-Isenburg wieder aktiviert werden. Außerdem soll neben der aus Norden kommenden Ausfädelung aus der Main-Neckar-Bahn eine aus Süden kommende Ausfädelung gebaut werden. Von der Main-Neckar-Bahn abzweigend soll die Trasse eingleisig ins Stadtzentrum von Neu-Isenburg bis zum Neubaugebiet Birkengewann führen, so dass kein zweigleisiger Ausbau der Trasse vorgenommen werden muss. Um wie geplant entweder eine S-Bahn oder eine Zweisystemstadtbahn nach Karlsruher Modell auf der bestehenden Strecke verkehren zu lassen, muss die Strecke elektrifiziert werden.

## Topologischer Gleisplan

Gleisplan des Bahnhofs

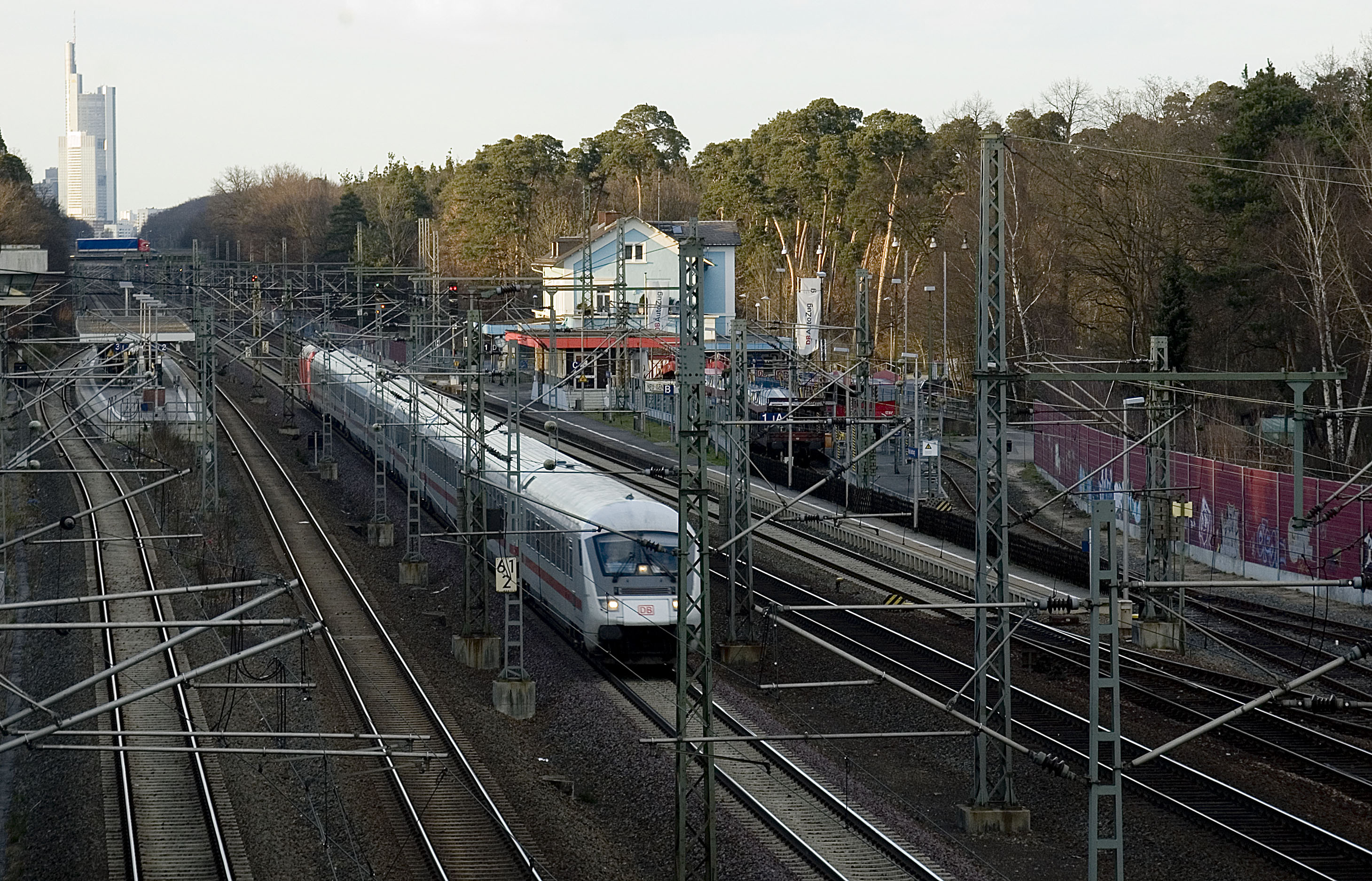
Gleisfeld

Die Main-Neckar-Bahn verläuft zwischen Frankfurt-Louisa und Dreieich-Buchschlag viergleisig. Vor dem Bahnhof Neu-Isenburg wird ein Gleis ausgefädelt, das im Bahnhof zum Gleis 1 wird. Hinter dem Bahnhof Neu-Isenburg werden die östlichen vier Gleise (auf dem Gleisbild unten) wieder in die Hauptstrecke eingefädelt.
Die westlichen beiden Gleise (auf dem Gleisbild oben) sind die Bahnhofsgleise 3 und 2. Sie dienen dem S-Bahn-Verkehr und gehören zur Strecke 3688. Die nächsten beiden Gleise gehören zur Strecke 3601, dienen dem Fern- und Güterverkehr und verlaufen ohne Bahnsteigkante durch den Bahnhof. Zur Strecke 3655 zählt das Bahnhofsgleis 1. Hier verkehrt die Regionalbahn zwischen Dieburg und Frankfurt. Östlich des Gleises 1 liegen die Gleise des Autoreisezug-Terminals (FNISA), an deren Ende sich die Rampe befindet, über die Kraftfahrzeuge auf die Autotransportwagen verladen wurden.